# Nan (Tajlandia)
Nan (tajski: น่าน) – miasto w północnej Tajlandii, nad rzeką Nan, w górach Luang Prabang, ośrodek administracyjny prowincji Nan. Około 25 tys. mieszkańców.